# Валье-дель-Гуадьято
Валье-дель-Гуадьято (исп. Valle del Guadiato)  — район (комарка) в Испании, входит в провинцию Кордова в составе автономного сообщества Андалусия.

## Муниципалитеты
| Муниципалитет           | Население | Площадь км² | Плотность населения чел./км² |
| ----------------------- | --------- | ----------- | ---------------------------- |
| Бельмес                 | 3.327     | 211         | 16,3                         |
| Эспьель                 | 2.422     | 436         | 5,5                          |
| Фуэнте-Обехуна          | 5.409     | 592         | 9,2                          |
| Ла-Гранхуэла            | 501       | 56          | 8,7                          |
| Лос-Бласкес             | 691       | 102         | 6,7                          |
| Обехо                   | 1.791     | 214         | 7,0                          |
| Пеньярройя-Пуэблонуэво  | 12.050    | 63          | 193,2                        |
| Вальсекильо             | 415       | 122         | 3,5                          |
| Вильяарта               | 687       | 12          | 53,1                         |
| Вильянуэва-дель-Рей     | 1.224     | 215         | 5,7                          |
| Вильявисиоса-де-Кордоба | 3.601     | 470         | 7,8                          |